# 电子工程专辑
电子工程专辑（EE Times，Electronic Engineering Times）是1972年起在美国出版的电子工业杂志，其网站提供半导体制造、通信、电子设计自动化、电子工程等技术和产品的新闻、专栏和专题文章。中国版创建于1993年。2013年起，电子工程专辑不再提供印刷版，僅提供在線版。电子工程专辑從2016年起由AspenCore所擁有。